# Festival di Berlino 2000
La 50ª edizione del Festival internazionale del cinema di Berlino si è svolta a Berlino dal 9 al 20 febbraio 2000, con il Theater am Potsdamer Platz che dopo oltre quarant’anni  ha sostituito lo Zoo Palast come sede principale. Direttore del festival è stato per il ventunesimo anno Moritz de Hadeln.
L'Orso d'oro è stato assegnato al film statunitense Magnolia di Paul Thomas Anderson.
L'Orso d'oro alla carriera è stato assegnato all'attrice Jeanne Moreau mentre la Berlinale Kamera è stata assegnata al regista e sceneggiatore Kon Ichikawa e allo scrittore e storico del cinema Wolfgang Jacobsen.
Per la prima volta in questa edizione è stato assegnato il Premio Manfred Salzgeber, intitolato all'attore tedesco e attivista LGBT scomparso nel 1994 (nonché fondatore del Teddy Award) e assegnato da una giuria indipendente a film e documentari in concorso e nella sezione "Panorama" capaci di ampliare i confini del cinema.
Il festival è stato aperto dal film in concorso The Million Dollar Hotel di Wim Wenders ed è stato chiuso da Bossa Nova di Bruno Barreto, proiettato fuori concorso.
La retrospettiva di questa edizione, intitolata "Artificial People", è stata dedicata a creature, mostri meccanici, replicanti e cyborg resi celebri dal cinema.

## Giurie

### Giuria internazionale
- Gong Li, attrice (Cina) - Presidente di giuria[7]
- Lissy Bellaiche, dirigente del Danske Filminstitut (Danimarca)
- Jean Pierre Lefebvre, regista e sceneggiatore (Canada)
- Peter W. Jansen, germanista e pubblicista cinematografico (Germania)
- Jean-Louis Piel, produttore (Francia)
- Marisa Paredes, attrice (Spagna)
- Andrzej Wajda, regista, sceneggiatore e direttore artistico (Polonia)
- Maria Schrader, attrice e sceneggiatrice (Germania)
- Walter Salles, regista, produttore e sceneggiatore (Brasile)

### Kinderjury
I premi riservati alla sezione Kinderfilmfest sono stati assegnati da una giuria composta da membri di età compresa tra 11 e 14 anni, selezionati dalla direzione del festival attraverso questionari inviati l'anno precedente.

## Selezione ufficiale

### In concorso
- The Beach, regia di Danny Boyle (USA, Regno Unito)
- Bsss, regia di Felix Gönnert (Germania)
- La Chambre des magiciennes, regia di Claude Miller (Francia)
- Dokuritsu shônen gasshô-dan, regia di Akira Ogata (Giappone)
- Dream Kitchen, regia di Barry Dignam (Irlanda)
- Episodes in Disbelief, regia di Ann Shenfield (Australia)
- Gocce d'acqua su pietre roventi (Gouttes d'eau sur pierres brûlantes), regia di François Ozon (Francia)
- Hommage à Alfred Lepetit, regia di Jean Rousselot (Francia)
- Hurricane - Il grido dell'innocenza (The Hurricane), regia di Norman Jewison (USA)
- I et hjørne av verden, regia di Pjotr Sapegin (Norvegia)
- Die letzte Patrone, regia di Nuray Sahin (Germania)
- Love Me, regia di Laetitia Masson (Francia)
- Magnolia, regia di Paul Thomas Anderson (USA)
- Man on the Moon, regia di Miloš Forman (Regno Unito, Germania, Giappone, USA)
- El mar, regia di Agustí Villaronga (Spagna)
- Média, regia di Pavel Koutský (Repubblica Ceca)
- The Million Dollar Hotel, regia di Wim Wenders (Germania, Regno Unito, USA)
- The Moment, regia di Thomas Voigt (Germania)
- Nebeska udica, regia di Ljubiša Samardžić (Serbia e Montenegro, Italia)
- Nuvole di maggio (Mayis Sikintisi), regia di Nuri Bilge Ceylan (Turchia)
- Ogni maledetta domenica (Any Given Sunday), regia di Oliver Stone (USA)
- Paradiso - Sieben Tage mit sieben Frauen, regia di Rudolf Thome (Germania)
- Podvigi Gerakla, regia di Sergei Ovcharov (Russia)
- Prime luci dell'alba, regia di Lucio Gaudino (Italia)
- Russkiy bunt, regia di Aleksandr Proshkin (Russia, Francia)
- Sentinelles, regia di Guy Lampron (Canada)
- Signs & Wonders, regia di Jonathan Nossiter (Francia, Grecia)
- Il silenzio dopo lo sparo (Die Stille nach dem Schuß), regia di Volker Schlöndorff (Germania)
- La strada verso casa (Wo de fu qin mu qin), regia di Zhang Yimou (Cina)
- Il talento di Mr. Ripley (The Talented Mr. Ripley), regia di Anthony Minghella (USA)
- Vízió, regia di Ferenc Cakó (Ungheria)
- You shi tiaowu, regia di Stanley Kwan (Giappone, Hong Kong, Cina)

### Fuori concorso
- American Psycho, regia di Mary Harron (USA)
- Bossa Nova, regia di Bruno Barreto (Brasile, USA)
- Pene d'amor perdute (Love's Labour's Lost), regia di Kenneth Branagh (Regno Unito, Francia, USA)
- Sex Pistols - Oscenità e furore (The Filth and the Fury), regia di Julien Temple (Regno Unito, USA)
- Three Kings, regia di David O. Russell (USA)

### Proiezioni speciali
- Il cacciatore (The Deer Hunter), regia di Michael Cimino (USA, Regno Unito)
- Dora-heita, regia di Kon Ichikawa (Giappone)
- E il diavolo ha riso (Mademoiselle), regia di Tony Richardson (Francia, Regno Unito)
- Pan Tadeusz, regia di Andrzej Wajda (Polonia, Francia)
- Piao liang ma ma, regia di Zhou Sun (Cina)

### Panorama
- 2÷3, regia di Richard Press (USA)
- Asfalto, regia di Daniel Calparsoro (Spagna, Francia)
- Bhopal Express, regia di Mahesh Mathai (India)
- Boku no ojisan, regia di Yōichi Higashi (Giappone)
- Botín de guerra, regia di David Blaustein (Argentina, Spagna)
- Burlesk King, regia di Mel Chionglo (Filippine)
- Chill Out, regia di Andreas Struck (Germania)
- Chrissy, regia di Jacqui North (Australia)
- Chutney Popcorn, regia di Nisha Ganatra (USA)
- Cremaster 2, regia di Matthew Barney (USA)
- Darling International, regia di M.M. Serra e Jennifer Todd Reeves (USA)
- Dług, regia di Krzysztof Krauze (Polonia)
- Echo, regia di Frédéric Roullier-Gall (Belgio)
- Elze Is Gilijos, regia di Algimantas Puipa (Lituania, Germania)
- English Goodbye, regia di Andy Heathcote (Regno Unito)
- Extension du domaine de la lutte, regia di Philippe Harel (Francia)
- Fandango, regia di Matthias Glasner (Germania)
- Die Farbe des Himmels, regia di Frédéric Moriette (Germania)
- Finimondo, regia di Gianluca Vallero (Germania)
- Fremd gehen. Gespräche mit meiner Freundin, regia di Eva C. Heldmann (Germania)
- G., regia di Rolf Gibbs (USA)
- Glamour, regia di Frigyes Gödrös (Ungheria)
- Godzilla vs. the Netherlands, regia di Sietske Tjallingii (Paesi Bassi)
- Grass, regia di Ron Mann (Canada)
- Hanele, regia di Karel Kachyňa (Repubblica Ceca)
- Hartes Brot, regia di Nathalie Percillier (Germania)
- Heimspiel, regia di Pepe Danquart (Germania)
- Hop, Skip & Jump, regia di Srdjan Vuletic (Bosnia Erzegovina, Slovenia)
- Hotel Splendide, regia di Terence Gross (Francia, Regno Unito)
- Die Jungfrau, regia di Diego Donnhofer (Austria)
- Kennedy et moi, regia di Sam Karmann (Francia)
- Kin'yū fushoku rettō: Jubaku, regia di Masato Harada (Giappone)
- Die Königin - Marianne Hoppe, regia di Werner Schroeter (Germania, Francia)
- Lejanía., regia di Leonora Kievsky (Argentina)
- The Life Before This, regia di Jerry Ciccoritti (Canada)
- Live Show, regia di Jose Javier Reyes (Filippine)
- Lux aeterna, regia di Serge Avedikian e Levon Minasian (Francia)
- Mabrouk Again, regia di Hany Tamba (Francia)
- Die Markus Family, regia di Elfi Mikesch (Germania)
- Mit Bubi heim ins Reich, regia di Stanislaw Mucha (Germania)
- Monette, regia di Marie Hélia (Francia)
- Mon Frère, regia di Matthias Fégyvères (Francia)
- Morir (o no), regia di Ventura Pons (Spagna)
- Mr. Death: The Rise and Fall of Fred A. Leuchter, Jr., regia di Errol Morris (Regno Unito, USA)
- My Mother Frank, regia di Mark Lamprell (Australia)
- Myrkrahöfðinginn, regia di Hrafn Gunnlaugsson (Islanda)
- Night Waltz: The Music of Paul Bowles, regia di Owsley Brown (USA)
- No One Sleeps, regia di Jochen Hick (Germania)
- L'ombra del gigante, regia di Roberto Petrocchi (Italia)
- One Night, regia di Veena Sud (USA)
- Pantaleón e le visitatrici (Pantaleón y las visitadoras), regia di Francisco José Lombardi (Perù, Spagna)
- Paragraph 175, regia di Rob Epstein e Jeffrey Friedman (Regno Unito, Germania, USA)
- Peppermint, regia di Costas Kapakas (Grecia, Bulgaria)
- Pismo v Ameriku, regia di Kira Muratova (Ucraina)
- Pramen zivota, regia di Milan Cieslar (Repubblica Ceca)
- 'Psycho' Path, regia di D-J (USA)
- Puta de oros, regia di Miquel Crespi (Spagna)
- Roces, regia di Alvaro Velarde (Perù)
- Routemaster, regia di Ilppo Pohjola (Finlandia)
- Saltwater, regia di Conor McPherson (Irlanda)
- Seconda pelle (Segunda piel), regia di Gerardo Vera (Spagna)
- Sé quién eres, regia di Patricia Ferreira (Spagna, Argentina)
- Shadow Boxers, regia di Katya Bankowsky (USA)
- Sparklehorse, regia di Gariné Torossian (Canada)
- La strada di Félix (Drôle de Félix), regia di Olivier Ducastel e Jacques Martineau (Francia)
- Subterranean Homesick Blues, regia di Jason Barker (Regno Unito)
- Sulla spiaggia e di là dal molo, regia di Giovanni Fago (Italia)
- Sam dung, regia di Sylvia Chang (Hong Kong)
- Terra Emota, regia di Serge Avedikian e Levon Minasian (Francia)
- Il terzo miracolo (The Third Miracle), regia di Agnieszka Holland (USA)
- Uneasy Riders (Nationale 7), regia di Jean-Pierre Sinapi (Francia)
- Verdammt in alle Eitelkeit, regia di Lothar Lambert (Germania)
- Voiz, regia di Yusup Razykov (Uzbekistan)
- Voroshilovskiy strelok, regia di Stanislav Govoruchin (Russia)
- Yek rouz bishtar, regia di Babak Payami (Iran)
- Zemlja obetovannaja. Vozvrascenie., regia di Aleksandr Rechwiaschwili (Russia)
- Zurück auf Los!, regia di Pierre Sanoussi-Bliss (Germania)

#### Proiezioni speciali
- Die Antigone des Sophokles nach der Hölderlinschen Übertragung für die Bühne bearbeitet von Brecht 1948 (Suhrkamp Verlag), regia di Danièle Huillet e Jean-Marie Straub (Germania, Francia)
- Before Stonewall, regia di Greta Schiller (USA)
- Boys/Life, regia di Phillip B. Roth (USA)
- Buddies, regia di Arthur J. Bressan Jr. (USA)
- Five Ways to Kill Yourself, regia di Gus Van Sant (USA)
- Gioventù bruciata (Rebel Without a Cause), regia di Nicholas Ray (USA)
- Ich liebe dich, regia di Wilhelm Hein (Germania)
- Living with AIDS, regia di Tina Di Feliciantonio (USA)
- Mala Noche, regia di Gus Van Sant (USA)
- My New Friend, regia di Gus Van Sant (USA)
- The Cat Has Nine Lives (Neun Leben hat die Katze), regia di Ula Stöckl (Germania Ovest)
- Non è l'omosessuale ad essere perverso, ma la situazione in cui vive (Nicht der Homosexuelle ist pervers, sondern die Situation, in der er lebt), regia di Rosa von Praunheim (Germania Ovest)
- Reefer and the Model, regia di Joe Comerford (Irlanda)
- Romance, regia di Sergio Bianchi (Brasile)
- Song from an Angel, regia di David Weissman (USA)
- The Times of Harvey Milk, regia di Rob Epstein (USA)

### Forum
- 20 - Venti, regia di Marco Pozzi (Italia)
- A comme Adrienne, regia di Boris Lehmann (Belgio)
- Am zin, regia di Johnnie To (Hong Kong)
- Arise! Walk Dog Eat Donut, regia di Ken Kobland (USA)
- Atarashī kamisama, regia di Yutaka Tsuchiya (Giappone)
- Bao lie xing jing, regia di Wilson Yip (Hong Kong)
- Bariwali, regia di Rituparno Ghosh (India)
- Beau Travail, regia di Claire Denis (Francia)
- Beijing de feng hen da, regia di Anqi Ju (Cina)
- Benjamin Smoke, regia di Jem Cohen e Peter Sillen (USA)
- Choh chin luen hau dik yi yan sai gaai, regia di Eric Kot (Hong Kong)
- Cinéma Vérité: Defining the Moment, regia di Peter Wintonick (Canada)
- Eine Reise nach Genf, regia di Irene Loebell (Svizzera)
- Ein flüchtiger Zug nach dem Orient, regia di Ruth Beckermann (Austria)
- Ein Mensch wie Dieter - Golzower, regia di Barbara e Winfried Junge (Germania)
- Il fantasma del Maresciallo Tito (Maršal), regia di Vinko Brešan (Croazia)
- Fragments de vie, regia di François Woukoache (Camerun, Belgio)
- George Washington, regia di David Gordon Green (USA)
- Gochoo maligee, regia di Jang Hee-sun (Corea del Sud)
- De grote vakantie, regia di Johan van der Keuken (Francia, Paesi Bassi)
- Guo hai sui dao, regia di Lawrence Wong (Hong Kong, Cina)
- Hans Warns - Mein 20. Jahrhundert, regia di Gordian Maugg (Germania)
- Havanna mi amor, regia di Uli Gaulke (Germania)
- Heimkehr der Jäger, regia di Michael Kreihsl (Austria)
- Das Himmler Projekt, regia di Romuald Karmakar (Germania)
- Homesick, regia di Hineki Mito (Giappone)
- Hubad sa ilalim ng buwan, regia di Lav Diaz (Filippine)
- Hum Dil De Chuke Sanam, regia di Sanjay Leela Bhansali (India, Ungheria)
- I Could Read the Sky, regia di Nichola Bruce (Regno Unito, Irlanda)
- I earini synaxis ton agrofylakon, regia di Dimos Avdeliodis (Grecia)
- Jiang Hu: Life on the Road, regia di Wenguang Wu (Cina)
- Joi gin a long, regia di Johnnie To (Hong Kong)
- Une journée d'Andrei Arsenevitch, regia di Chris Marker (Francia)
- Kazna, regia di Goran Rebic (Austria)
- Kinpatsu no sougen, regia di Isshin Inudō (Giappone)
- Kumar Talkies, regia di Pankaj Rishi Kumar (India)
- LaCapaGira, regia di Alessandro Piva (Italia)
- Leçons de ténèbres, regia di Vincent Dieutre (Francia, Belgio)
- Los libros y la noche, regia di Tristán Bauer (Argentina, Spagna)
- Long Night's Journey Into Day, regia di Deborah Hoffmann e Frances Reid (USA)
- The Making of a New Empire, regia di Jos de Putter (Paesi Bassi)
- Martin, regia di Ra'anan Alexandrowicz (Israele, Svizzera)
- The Mission (Cheung foh), regia di Johnnie To (Hong Kong)
- Monday, regia di Sabu (Giappone)
- Nabbie no koi, regia di Yuji Nakae (Giappone)
- Neustadt Stau - Stand der Dinge, regia di Thomas Heise (Germania)
- Norae-ro Taeyang-ul Ssoda, regia di Cho Jai-Hong (Corea del Sud)
- One Piece!, regia di Takuji Suzuki e Shinobu Yaguchi (Giappone)
- Rendez-Vous, regia di Kosuke Yamamoto (Giappone)
- Ruang talok 69, regia di Pen-Ek Ratanaruang (Thailandia)
- Saluzzi - Ensayo para bandoneon y tres hermanos, regia di Daniel Rosenfeld (Argentina)
- Seitsemän laulua tundralta, regia di Anastasia Lapsui e Markku Lehmuskallio (Finlandia)
- Shine, regia di Gidi Dar (Israele)
- Shiro the White, regia di Katsuyuki Hirano (Giappone)
- Sip si ling dou - cheun gwong tsa sit, regia di Pung-Leung Kwan e Amos Lee (Hong Kong)
- Stakleni topcheta, regia di Ivan Tscherkelov (Bulgaria)
- Strastnoy bulvar, regia di Vladimir Khotinenko (Russia)
- A Sudden Loss of Gravity, regia di Todd Verow (USA)
- Teatro Amazonas, regia di Sharon Lockhart (USA)
- Third Known Nest, regia di Tom Kalin (USA)
- Truths: A Stream, regia di Masahiro Tsuchihashi (Giappone)
- Vacances au pays, regia di Jean-Marie Téno (Camerun, Francia, Germania)
- El Valley Centro, regia di James Benning (USA)
- La voleuse de Saint-Lubin, regia di Claire Devers (Francia)
- WerAngstWolf, regia di Clemens Klopfenstein (Italia, Svizzera)
- Wojaczek, regia di Lech Majewski (Polonia)
- The Worlds of Mei Lanfang, regia di Mei-Juin Chen (Taiwan, Cina, USA)
- Die Wüste, regia di Ebbo Demant (Germania)
- Zone M, regia di Eduard Schreiber (Germania)

### Kinderfilmfest/14plus
- Big Cat, Little Cat, regia di Alexandra Schatz (Germania)
- Blinker, regia di Filip Van Neyghem (Belgio)
- The Breakfast, regia di Peter Sheridan (Irlanda)
- The Calling, regia di Lisa Chambers (Australia)
- Coucou, monsieur Edgar!, regia di Pierre M. Trudeau (Canada)
- Dokhtari ba kafsh-haye-katani, regia di Rasoul Sadrameli (Iran)
- En djevel i skapet, regia di Lars Berg (Norvegia)
- Först var det mörkt, regia di Anna Höglund e Gun Jacobson (Svezia, Danimarca, Finlandia, Islanda, Germania)
- Kongen som ville ha mer enn en krone, regia di Randall Meyers (Norvegia)
- Manolito Gafotas, regia di Miguel Albaladejo (Spagna)
- Man van staal, regia di Vincent Bal (Belgio)
- Mr. Rice's Secret, regia di Nicholas Kendall (Canada)
- Nattflykt, regia di Klaus Härö (Finlandia)
- Pettson & Findus - Katten och gubbens år, regia di Albert Hanan Kaminski (Svezia, Germania)
- Pugalo, regia di Aleksandr Kott (Russia)
- Rang-e khoda, regia di Majid Majidi (Iran)
- Sherdil, regia di Gita Mallik (Svezia)
- Il sogno di Crumb (Kruimeltje), regia di Maria Peters (Paesi Bassi)
- Un sogno realizzato (Tsatsiki, morsan och polisen), regia di Ella Lemhagen (Svezia, Danimarca, Norvegia, Islanda)
- Tilbage til byen, regia di Michael W. Horsten (Danimarca)
- Tri brata, regia di Serik Aprimov (Kazakistan)
- Trompe l'oeil, regia di Ingo Panke (Germania)
- Zukkoke sanningumi-kaito x monogatari, regia di Tsutomu Kashima (Giappone)

### Retrospettiva
- Der achte Tag, regia di Reinhard Münster (Germania)
- Alraune la figlia del male (Alraune), regia di Richard Oswald (Germania)
- Android - Molto più che umano (Android), regia di Aaron Lipstadt (USA)
- Armures mystérieuses, regia di Segundo de Chomón (Francia)
- The Automatic Motorist, regia di Walter R. Booth (Regno Unito)
- La bambola di carne (Die Puppe), regia di Ernst Lubitsch (Germania)
- Bambola meccanica mod. Cherry 2000 (Cherry 2000), regia di Steve De Jarnatt (USA)
- La bambola vivente, regia di Luigi Maggi (Italia)
- The Birth of the Robot, regia di Len Lye (Regno Unito)
- Blade Runner, regia di Ridley Scott (USA, Hong Kong, Regno Unito)
- Die Buddenbrooks, regia di Gerhard Lamprecht (Germania)
- Cercasi l'uomo giusto (Making Mr. Right), regia di Susan Seidelman (USA)
- The Clockwork Heart, regista e Paese non conosciuti
- La donna perfetta (The Stepford Wives), regia di Frank Oz (USA)
- Dovevi essere morta (Deadly Friend), regia di Wes Craven (USA)
- Das Eskimobaby, regia di Heinz Schall (Germania)
- Il figlio di Frankenstein (Son of Frankenstein), regia di Rowland V. Lee (USA)
- La folie de Pierrot, regista non conosciuto (Francia)
- Frankenstein, regia di James Whale (USA)
- Frankenstein 1970, regia di Howard W. Koch (USA)
- Frankenweenie, regia di Tim Burton (USA)
- Gattaca - La porta dell'universo (Gattaca), regia di Andrew Niccol (USA)
- Generazione Proteus (Demon Seed), regia di Donald Cammell (USA)
- Ghost in the Shell (Kōkaku Kidōtai), regia di Mamoru Oshii (Giappone)
- Gibel sensatsii, regia di Aleksandr Andriyevsky (Unione Sovietica)
- Le golem, regia di Julien Duvivier (Cecoslovacchia)
- Il Golem - Come venne al mondo (Der Golem, wie er in die Welt kam), regia di Carl Boese e Paul Wegener (Germania)
- Der Herr der Welt, regia di Harry Piel (Germania)
- Homunculus, 4. Teil - Die Rache des Homunculus, regia di Otto Rippert (Germania)
- Die ideale Gattin, regista non conosciuto (Germania)
- Der ideale Untermieter, regia di Wolf Schmidt (Germania Ovest)
- L'imperatore della città d'oro (Císaruv pekar - Pekaruv císar), regia di Martin Frič (Cecoslovacchia)
- Die Insel der Verschollenen, regia di Urban Gad (Germania)
- L'isola del dottor Moreau (The Island of Dr. Moreau), regia di Don Taylor (USA)
- Johnny Mnemonic, regia di Robert Longo (Canada, USA)
- Le joueur d'échecs, regia di Raymond Bernard (Francia)
- Kybernetická babicka, regia di Jiří Trnka (Cecoslovacchia)
- Liebe 2002, regia di Joachim Hellwig (Germania Est)
- La mandragora (Alraune), regia di Henrik Galeen (Germania)
- La mandragora (Alraune), regia di Arthur Maria Rabenalt (Germania Ovest)
- La maschera di Frankenstein (The Curse of Frankenstein), regia di Terence Fisher (Regno Unito)
- The Mechanical Man, regista non conosciuto (Regno Unito)
- La moglie di Frankenstein (Bride of Frankenstein), regia di James Whale (USA)
- Il mondo dei robot (Westworld), regia di Michael Crichton (USA)
- Il mostro è in tavola... barone Frankenstein (Flesh for Frankenstein), regia di Paul Morrissey e Antonio Margheriti (USA, Italia, Francia)
- Otstupnik, regia di Valeri Rubinchik (Unione Sovietica, Germania Est, Austria)
- Le Pendu, regia di Max Linder (Francia)
- The Perfect Woman, regia di Bernard Knowles (Regno Unito)
- Pinocchio, regia di Giulio Antamoro (Italia)
- Polidor statua, regia di Ferdinand Guillaume (Italia)
- Priorità assoluta (Eve of Destruction), regia di Duncan Gibbins (USA)
- Rapacità (Greed), regia di Erich von Stroheim (USA)
- I ragazzi venuti dal Brasile (The Boys from Brazil), regia di Franklin Schaffner (Regno Unito, USA)
- RoboCop, regia di Paul Verhoeven (USA)
- RoboCop 2, regia di Irvin Kershner (USA)
- RoboCop 3, regia di Fred Dekker (USA)
- Saturn 3, regia di Stanley Donen (Regno Unito)
- Scacco alla regina (Le joueur d'échecs), regia di Jean Dréville (Francia)
- Slecna Golem, regia di Jaroslav Balík (Cecoslovacchia)
- Sobache serdtse, regia di Vladimir Bortko (Unione Sovietica)
- Specie mortale (Species), regia di Roger Donaldson (USA)
- Terminator (The Terminator), regia di James Cameron (Regno Unito, USA)
- Terminator 2 - Il giorno del giudizio (Terminator 2: Judgment Day), regia di James Cameron (USA, Francia)
- Terror Is a Man, regia di Gerardo de Leon (Filippine, USA)
- Test pilota Pirxa, regia di Marek Piestrak (Polonia, Unione Sovietica)
- Tetsuo, regia di Shin'ya Tsukamoto (Giappone)
- Topolino e il pugile meccanico (Mickey's Mechanical Man), regia di Wilfred Jackson (USA)
- L'uomo meccanico, regia di André Deed (Italia)

## Premi

### Premi della giuria internazionale
- Orso d'oro per il miglior film: Magnolia di Paul Thomas Anderson
- Orso d'argento per il miglior regista: Miloš Forman per Man on the Moon
- Orso d'argento per la migliore attrice: ex aequo Bibiana Beglau e Nadja Uhl per Il silenzio dopo lo sparo
- Orso d'argento per il miglior attore: Denzel Washington per Hurricane - Il grido dell'innocenza
- Orso d'argento per il miglior contributo artistico: Tutto il cast di Sieben Tage im Paradies
- Orso d'argento, gran premio della giuria: La strada verso casa di Zhang Yimou
- Orso d'argento, premio della giuria: The Million Dollar Hotel di Wim Wenders
- Premio Alfred Bauer: Dokuritsu shonen gasshoudan di Akira Ogata
- Premio l'angelo azzurro: Il silenzio dopo lo sparo di Volker Schlöndorff
- Orso d'oro per il miglior cortometraggio: Hommage à Alfred Lepetit di Jean Rousselot
- Orso d'argento, premio della giuria (cortometraggi): Média di Pavel Koutský

### Premi onorari
- Orso d'oro alla carriera: Jeanne Moreau
- Berlinale Kamera: Kon Ichikawa, Wolfgang Jacobsen

### Premi della Children's Jury
- Orso di cristallo per il miglior film: Un sogno realizzato di Ella Lemhagen
- Menzione speciale: Il segreto di Mr. Rice di Nicholas Kendall
- Orso di cristallo per il miglior cortometraggio: En djevel i skapet di Lars Berg
- Menzione speciale: Nattflykt di Klaus Härö
- Grand Prix per il miglior film: ex aequo Man van staal di Vincent Bal e Un sogno realizzato di Ella Lemhagen
- Menzione speciale: Dokhtari ba kafsh-haye-katani di Rasoul Sadrameli
- Menzione speciale: Manolito Gafotas di Miguel Albaladejo
- Special Prize per il miglior cortometraggio: ex aequo Kongen som ville ha mer enn en krone di Randall Meyers e Pugalo di Aleksandr Kott
- Menzione speciale: Tilbage til byen di Michael W. Horsten
- Menzione speciale: The Breakfast di Peter Sheridan

### Premi delle giurie indipendenti
- Guild Prize: Hurricane - Il grido dell'innocenza di Norman Jewison
- Peace Film Award: Long Night's Journey Into Day di Deborah Hoffmann e Frances Reid
- Premio Caligari: I earini synaxis ton agrofylakon di Dimos Avdeliodis
- Premio Manfred Salzgeber: El mar di Agustí Villaronga
- Premio Wolfgang Staudte: Il fantasma del Maresciallo Tito di Vinko Brešan
- Menzione speciale: Truths: A Stream di Masahiro Tsuchihashi
- NETPAC Prize: ex aequo Bariwali di Rituparno Ghosh e Nabbie no koi di Yuji Nakae
- Menzione speciale: Gochoo maligee di Jang Hee-sun
- Don Quixote Prize: I earini synaxis ton agrofylakon di Dimos Avdeliodis
- Menzione speciale: Monday di Sabu
- Menzione speciale: Ruang talok 69 di Pen-Ek Ratanaruang
- Premio della giuria ecumenica:
- Competizione: La strada verso casa di Zhang Yimou
  - Premio speciale della giuria: Média di Pavel Koutský
- Panorama: Botín de guerra di David Blaustein
  - Premio speciale della giuria: Echo di Frédéric Roullier-Gall
- Forum: ex aequo De grote vakantie di Johan van der Keuken e Cinéma Vérité: Defining the Moment di Peter Wintonick
- Premio FIPRESCI:
- Competizione: La chambre des magiciennes di Claude Miller
- Forum: ex aequo Monday di Sabu e Paragraph 175 di Rob Epstein e Jeffrey Friedman
- Premio CICAE:
- Panorama: Saltwater di Conor McPherson
- Forum: I earini synaxis ton agrofylakon di Dimos Avdeliodis
- Panorama Award of the New York Film Academy: ex aequo Hartes Brot di Nathalie Percillier e Hop, Skip & Jump di Srdjan Vuletic
- Menzione speciale: Sparklehorse di Gariné Torossian
- Menzione speciale: 2÷3 di Richard Press
- New York Film Academy Scholarship: Finimondo di Gianluca Vallero
- Teddy Award:
  - Miglior lungometraggio: Gocce d'acqua su pietre roventi di François Ozon
  - Miglior documentario: Paragraph 175 di Rob Epstein e Jeffrey Friedman
  - Miglior cortometraggio: Hartes Brot di Nathalie Percillier
  - Premio della giuria: ex aequo Chrissy di Jacqui North e La strada di Félix di Olivier Ducastel e Jacques Martineau
  - Premio dei lettori di Siegessäule: La strada di Félix di Olivier Ducastel e Jacques Martineau

### Premi dei lettori e del pubblico
- Premio del pubblico al miglior film (Panorama): Uneasy Riders di Jean-Pierre Sinapi
- Premio dei lettori del Berliner Mongerpost: Magnolia di Paul Thomas Anderson
- Premio dei lettori del Berliner Zeitung: Long Night's Journey Into Day di Deborah Hoffmann e Frances Reid
  - Menzione speciale: Il fantasma del Maresciallo Tito di Vinko Bresan
  - Menzione speciale: Beau Travail di Claire Denis